# Caper Clowns
Caper Clowns er et dansk indiepop-band fra den fynske by Ferritslev. Gruppen blev dannet i 2010 og har udgivet to albums og en EP. Gruppen består af Rick Kingo, Peter Højgaard, Christian Højgaard, Henrik Krogh og Rasmus Almlund.
16. september 2016 udsendte gruppen singlen "Pockets", som blev valgt som ugens hit-tip i P4 Play. Pockets var førstesinglen fra debutalbummet The Buca Bus, som udkom to uger senere og efterfølgende gik ind på en delt 16. plads i Madsens top 20-liste over bedste album fra 2016, efter regelmæssigt at være blevet spillet på P4 siden udgivelsen. Også internationalt har der været stor opmærksomhed omkring albummet (The Buca Bus), der er blevet spillet på stationer i mere end ti lande, og som bl.a. er blevet kaldt årets debut af den amerikanske radiovært Alan Haber på hans topliste over de bedste udgivelser fra 2016.
Den internationale interesse førte til at bandet 19. og 20. maj 2017 spillede sine første internationale koncerter på The Cavern Club i Liverpool. 
I efteråret 2018 udsendte bandet deres andet album A Salty Taste To The Lake, hvorfra særligt første single The Way I Dream øjeblikkeligt fik airplay på både P4, P5 og flere udenlandske stationer.
I 2020 vandt bandet årets live pris ved Odense Live Prisen. 
I 2021 udgav bandet sit tredje album Abdicate The Throne.
I marts 2025 udgav bandet singlen Anywhere Is Home, som straks kom i rotation på DR P5

## Diskografi

### Album
- The Buca Bus (2016)
- A Salty Taste To The Lake (2018)
- Abdicate The Throne (2021)

### EP'er
- Type Your Text Here (2015)

### Singler
- "Queens Desire" (2015)
- "Pockets" (2016)
- "All We Ever Do Is Run" (2017)
- "Dressed In Flaws" (2017)
- "The Way I Dream" (2018)
- "Sacre Bleu" (2018)
- "Paper Trail" (2018)
- "Second To None" (2019)
- "Space & Time" (2020)
- "The Club Of Humanity" (2020)
- "Bonsai Tree" (2021)
- "I'd Be Me" (2021)
- "CAPS LOCK ON" (2021)
- "Anywhere Is Home" (2025)

## Medlemmer

### Nuværende medlemmer
- Rick Kingo – vokal, guitar, keyboards
- Peter Højgaard – vokal, keyboards, trommer
- Christian Højgaard – vokal, bas
- Henrik Krogh – vokal, guitar, keyboards
- Rasmus Almlund – vokal, trommer, guitar

### Tidligere medlemmer
- Alexander "Skipper" Storm – trommer, backing vokal
- Sebastian Storm – guitar, backing vokal
- Søren Daugaard Jensen – trommer, backing vokal